# Ginevra Sforza
Ginevra Sforza (Ancône, 1440 – 16 mai 1507) est une aristocrate bolonaise de la fin du XVe et du début du  XVIe siècle.

## Biographie
Ginevra Sforza est la fille illégitime d'Alessandro Sforza, seigneur de Pesaro.
Elle épousa en premières noces Sante Bentivoglio, cousin de Giovanni II Bentivoglio, le 19 mai 1454 en l'église San Giacomo Maggiore de Bologne. 
Avec Sante Bentivoglio elle eut deux enfants:
- Costanza (1458-1491), qui épousa Antonmaria Pico da Mirandola ;
- Ercole Bentivoglio (1459-1507), condottiere, qui épousa Barbara Torelli.

Devenue veuve en 1463, l'année suivante elle épouse Giovanni II, devenant sa conseillère,.
Ginevra eut avec Giovanni seize enfants, dont cinq moururent encore enfants :
- Annibale (1469-1540) qui épousa Lucrezia, fille de Hercule Ier d'Este, seigneur de Bologne de 1511 à 1512 ;
- Ermes (1475-1513) ;
- Alessandro (1474-1532), qui épousa Ippolita Sforza ;
- Camilla Bentivoglio, nonne au Corpus Domini ;
- Isotta, nonne Corpus Domini ;
- Francesca Bentivoglio, épouse de Galeotto Manfredi qu'elle tua ;
- Antongaleazzo, prélat ;
- Eleonora Bentivoglio ;
- Laura Bentivoglio, épouse de Giovanni Gonzaga ;
- Violante Bentivoglio, Signora de Rimini, épouse de Pandolfo IV Malatesta ;
- Bianca Bentivoglio.

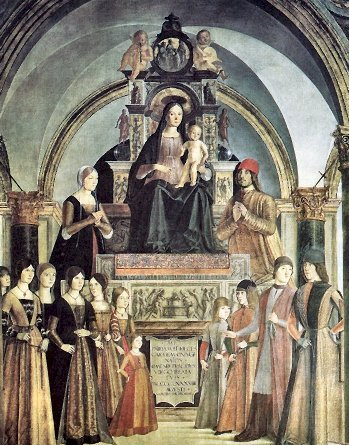
Retable Bentivoglio, de Lorenzo Costa

Elle était amie avec Gentile Budrioli, épouse du notaire Alessandro Cimieri, étudiante à l'université de Bologne, accusée de sorcellerie et brûlée vive en 1498.
En 1466, le pape Paul II reconnut la seigneurie de Giovanni II et lui attribua le vicariat papal de Bologne.
Après avoir échappé au complot de la famille Malvezzi en 1488, en 1501 les Bentivoglio furent de nouveau menacés par le complot de la famille Marescotti. 
Sur le conseil de Ginevra, de nombreux membres de la famille furent tués par vengeance.
En 1505 les comploteurs ayant  survécu à la vengeance firent appel au pape Jules II qui ordonna à Giovanni II et sa famille de quitter Bologne. 
Ginevra, qui s'est exilée à Parme, auprès du marquis Pallavicino, est excommuniée car ce lieu n'était pas assez éloigné de Bologne. Malgré les nombreuses demandes de la part de Ginevra Jules II refusa de la recevoir en audience au château de Ponte Poledrano (aujourd'hui  Castello di Bentivoglio) que le papa s'était approprié.
À Bologne, les propriétés des Bentivoglio furent saccagées et le Palais Bentivoglio détruit.
Ginevra Sforza est morte le 16 mai 1507 et inhumée dans une fosse commune près de Busseto. L'année suivante son mari Giovanni II mourut aussi.